# Natação nos Jogos Olímpicos de Verão de 2008 - 800 m livre feminino
A competição dos 800m livre feminino nos Jogos Olímpicos de Verão de 2008 teve sua final no dia 16 de Agosto.

## Medalhistas
| Ouro   | GBR Rebecca Adlington |
| Prata  | ITA Alessia Filippi   |
| Bronze | DEN Lotte Friis       |

## Recordes
Antes desta competição, os recordes mundiais e olímpicos da prova eram os seguintes:
| Tipo | Atleta         | Tempo   | Local  | Data                   | Ref                   |
| ---- | -------------- | ------- | ------ | ---------------------- | --------------------- |
|      | Janet Evans    | 8:16.22 | Tokyo  | 20 de agosto de 1989   | [ligação inativa] ver |
|      | Brooke Bennett | 8:19.67 | Sydney | 22 de setembro de 2000 |                       |

## Eliminatórias

### Eliminatória 1
| # | Pista | Nome                         | País            | Tempo   | Notas |
| - | ----- | ---------------------------- | --------------- | ------- | ----- |
| 1 | 4     | Au Hoi Shun Stephanie        | HKG Hong Kong   | 8:41.66 |       |
| 2 | 5     | Golda Marcus                 | ESA El Salvador | 8:51.21 |       |
| 3 | 3     | Eva Lehtonen                 | FIN Finlândia   | 8:53.50 |       |
| 4 | 3     | Karolina Paulina Szczepaniak | POL Polônia     | 9:08.87 |       |

### Eliminatória 2
| # | Pista | Nome                       | País          | Tempo   | Notas |
| - | ----- | -------------------------- | ------------- | ------- | ----- |
| 1 | 4     | Susana Escobar             | MEX México    | 8:33.51 |       |
| 2 | 5     | Kristel Köbrich            | CHI Chile     | 8:34.25 |       |
| 3 | 1     | Joerdis Steinegger         | AUT Áustria   | 8:36.40 |       |
| 4 | 3     | Gabriella Fagundez         | SWE Suécia    | 8:39.06 |       |
| 5 | 6     | Reka Nagy                  | HUN Hungria   | 8:40.38 |       |
| 6 | 8     | Lynette Lim                | SIN Singapura | 8:45.56 |       |
| 7 | 2     | Cecilia Elizabeth Biagioli | ARG Argentina | 8:50.18 |       |
| 8 | 7     | Cai Lin Khoo               | MAS Malásia   | 9:04.86 |       |

### Eliminatória 3
| # | Pista | Nome                           | País               | Tempo   | Notas |
| - | ----- | ------------------------------ | ------------------ | ------- | ----- |
| 1 | 5     | Camelia Alina Potec            | ROU Romênia        | 8:19.70 | Q     |
| 2 | 6     | Li Xuanxu                      | CHN China          | 8:24.37 | Q     |
| 3 | 4     | Katie Hoff                     | USA Estados Unidos | 8:27.78 |       |
| 4 | 3     | Flavia Rigamonti               | SUI Suíça          | 8:28.67 |       |
| 5 | 8     | Andreina del Valle Pinto Perez | VEN Venezuela      | 8:30.30 |       |
| 6 | 1     | Maiko Fujino                   | JPN Japão          | 8:35.60 |       |
| 7 | 7     | Tanya Hunks                    | CAN Canadá         | 8:38.05 |       |
| 8 | 2     | Federica Pellegrini            | ITA Itália         | DNS     |       |

### Eliminatória 4
| # | Pista | Nome                          | País              | Tempo   | Notas |
| - | ----- | ----------------------------- | ----------------- | ------- | ----- |
| 1 | 4     | Rebecca Adlington             | GBR Grã-Bretanha  | 8:18.06 | Q, OR |
| 2 | 2     | Lotte Friis                   | DEN Dinamarca     | 8:21.74 | Q     |
| 3 | 3     | Kylie Palmer                  | AUS Austrália     | 8:22.81 | Q, OC |
| 4 | 1     | Wendy Trott                   | RSA África do Sul | 8:26.21 | AF    |
| 5 | 7     | You Meihong                   | CHN China         | 8:31.11 |       |
| 6 | 6     | Jaana Ehmcke                  | GER Alemanha      | 8:39.51 |       |
| 7 | 5     | Ai Shibata                    | JPN Japão         | 8:41.63 |       |
| 8 | 8     | Eleftheria Evgenia Efstathiou | GRE Grécia        | 8:41.65 |       |

### Eliminatória 5
| # | Pista | Nome             | País               | Tempo   | Notas |
| - | ----- | ---------------- | ------------------ | ------- | ----- |
| 1 | 5     | Alessia Filippi  | ITA Itália         | 8:21.95 | Q     |
| 2 | 1     | Elena Sokolova   | RUS Rússia         | 8:23.07 | Q     |
| 3 | 7     | Cassandra Patten | GBR Grã-Bretanha   | 8:25.91 | Q     |
| 4 | 4     | Kate Ziegler     | USA Estados Unidos | 8:26.98 |       |
| 5 | 6     | Coralie Balmy    | FRA França         | 8:28.34 |       |
| 6 | 3     | Erika Villaecija | ESP Espanha        | 8:32.27 |       |
| 7 | 8     | Melissa Gorman   | AUS Austrália      | 8:32.34 |       |
| 8 | 2     | Sophie Huber     | FRA França         | 8:33.76 |       |

## Final
| #                 | Pista | Nome                | País             | Tempo   | Notas |
| ----------------- | ----- | ------------------- | ---------------- | ------- | ----- |
| Medalha de ouro   | 4     | Rebecca Adlington   | GBR Grã-Bretanha | 8:14.10 |       |
| Medalha de prata  | 6     | Alessia Filippi     | ITA Itália       | 8:20.23 |       |
| Medalha de bronze | 3     | Lotte Friis         | DEN Dinamarca    | 8:23.03 |       |
| 4                 | 5     | Camelia Alina Potec | ROU Romênia      | 8:23.11 |       |
| 5                 | 1     | Li Xuanxu           | CHN China        | 8:26.34 |       |
| 6                 | 2     | Kylie Palmer        | AUS Austrália    | 8:26.39 |       |
| 7                 | 7     | Elena Sokolova      | RUS Rússia       | 8:29.79 |       |
| 8                 | 8     | Cassandra Patten    | GBR Grã-Bretanha | 8:32.35 |       |

Legenda
| Recorde mundial      | Recorde mundial (World record)               |                       | Recorde africano                      | Recorde africano (African) |                                           | Q | Classificado por posição (Qualified) |
| Recorde olímpico     | Recorde olímpico (Olympic record)            | Recorde da América    | Recorde da América (Americas)         | q                          | Classificado por melhor tempo (Qualified) |   |                                      |
| Melhor marca do ano  | Melhor marca do ano (World leading)          | Recorde asiático      | Recorde asiático (Asian)              | DNS                        | Não largou (Did not start)                |   |                                      |
| Recorde nacional     | Recorde nacional (National record)           | Recorde europeu       | Recorde europeu (European)            | DNF                        | Não terminou (Did not finish)             |   |                                      |
| Recorde pessoal      | Recorde pessoal do atleta (Personal best)    | Recorde da Oceania    | Recorde da Oceania (Oceania)          | DSQ / DQ                   | Desclassificado (Disqualified)            |   |                                      |
| Recorde da temporada | Recorde da temporada do atleta (Season best) | Recorde sul-americano | Recorde sul-americano (South America) | NM                         | Sem marca (No mark)                       |   |                                      |